# Esperimento

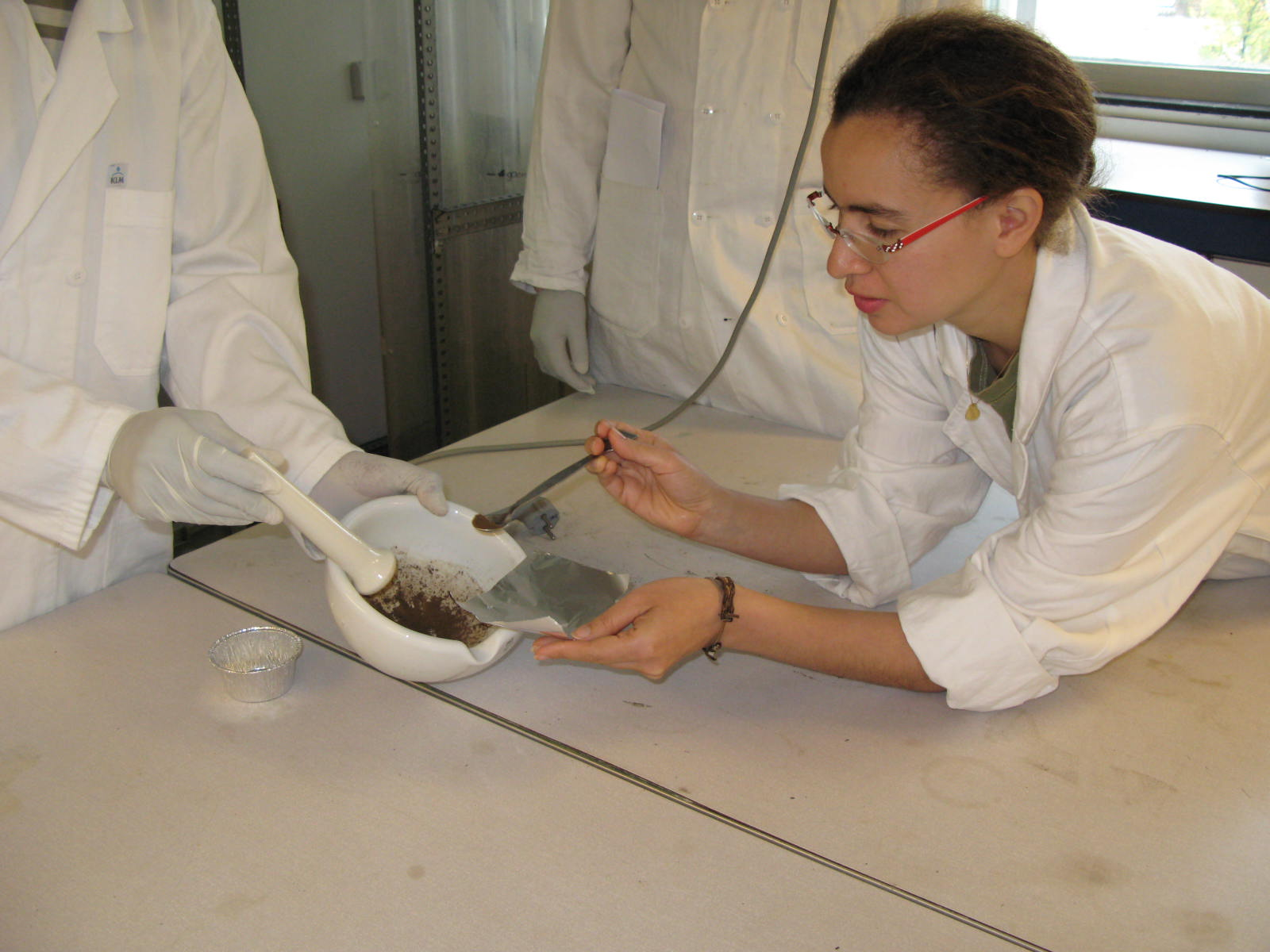
Esperimenti di laboratorio.

Un esperimento (dal latino experimentum, composto da ex, "da", e periri, "tentare", "passare attraverso") è la realizzazione di un'operazione o sequenza di operazioni, atta a mettere alla prova delle ipotesi o a trovare leggi, riproducendo o simulando un fenomeno osservabile in qualunque area scientifica (fisica, chimica, biologia, geologia, psicologia, economia ecc.). 
Può essere motivato semplicemente dall'interesse a osservare gli accadimenti in maniera approfondita per migliorare la conoscenza del fenomeno, oppure dall'intenzione di studiare, validare o confutare una ipotesi nell'ambito di una teoria (o di un modello) nella quale il fenomeno può trovare spiegazione, oppure dalla opportunità di migliorare su base empirica una soluzione tecnica di un problema pratico.

## Esperimento e scienza

Esperimento della doppia fenditura, uno degli esperimenti notevoli propri della fisica moderna sperimentale

L'esperimento è alla base del metodo sperimentale introdotto da Galileo Galilei.
Il metodo sperimentale prevede in maniera esemplificativa i seguenti passaggi:
1. Formulazione di ipotesi, sopra i parametri o le caratteristiche, che l'esperimento dovrà testare;
2. Osservazione del fenomeno da studiare;
3. Raccolta delle informazioni;
4. Scelta (in una certa misura arbitraria) di parametri quantitativi (tipicamente grandezze fisiche) o di caratteristiche strutturali (di un modello fisico) che si vogliono misurare attraverso uno strumento di misura (osservabile fisico);
5. Revisione o formulazione della teoria o del modello che spieghi il fenomeno, sulla base delle ipotesi, in maniera più precisa e/o più ampia;
6. Realizzazione di ulteriori esperimenti che verifichino, validino o confutino la teoria o il modello proposto.

Nell'ambito di una disciplina consolidata, un solo esperimento che sia discordante con la teoria viene considerato in grado di invalidarla o di indurre a una sua revisione.

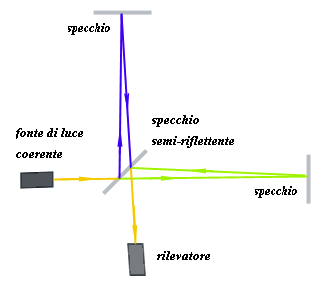
Esperimento di Michelson-Morley

Ad esempio, l'esperimento di Michelson-Morley per la misurazione della velocità della luce in due diversi sistemi di riferimento ha portato alla confutazione della teoria meccanica classica e ha aperto la strada alla teoria della relatività. Questo esperimento ha dimostrato che la velocità della luce è sempre uguale a circa 300.000 km/s, quale che sia il sistema di riferimento in cui la si misura.

## Pianificazione

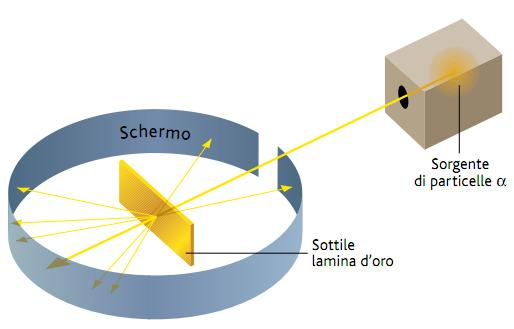
Scattering Rutherford

La pianificazione di un esperimento si preoccupa di fissare le modalità affinché l'esperimento generi dati che siano attendibili con le ipotesi di partenza. La pianificazione coinvolge diversi aspetti:
1. Innanzitutto è necessario aver chiaro l'obiettivo da perseguire. Tale obiettivo si raggiunge specificando l'ipotesi che si intende verificare.
2. In seconda fase è necessario individuare le conseguenze dell'ipotesi in ambito osservazionale. In questa fase si devono scegliere le variabili da misurare.
3. Il passo successivo è quello di stabilire le modalità con cui si raccolgono i dati[11][12]: quante misurazioni effettuare, quanti soggetti (unità statistiche) coinvolgere nello studio (ad es. negli studi clinici), come assegnare i trattamenti ai soggetti (ad esempio casualizzando), quante dosi di un composto utilizzare, ecc.

Quest'ultimo passaggio coinvolge in modo diretto la statistica, in quanto le scelte da effettuare sono volte a contenere l'effetto della variabilità sperimentale e quindi a ridurre le probabilità di prendere decisioni errate. Nell'esempio sottostante vengono delineati i ragionamenti e le considerazioni che stanno alla base della scelta della numerosità del campione.

### Gruppi di controllo e gruppi sperimentali
I gruppi di controllo rappresentano il gruppo di elementi che, all'interno di un esperimento, non subiscono esposizioni a condizioni sperimentali. I gruppi sperimentali sono campioni di prova che ricevono una procedura sperimentale.
Ad esempio per determinare con un esperimento se un alimento contiene sostanze nocive è necessario confrontare l'alimento in questione con altri elementi, ad esempio l'acqua del rubinetto, altri alimenti, l'acqua distillata o l'acqua piovana (che in questo caso rappresentano i gruppi di controllo).

## Esempio

Esperimento del principio di Archimede

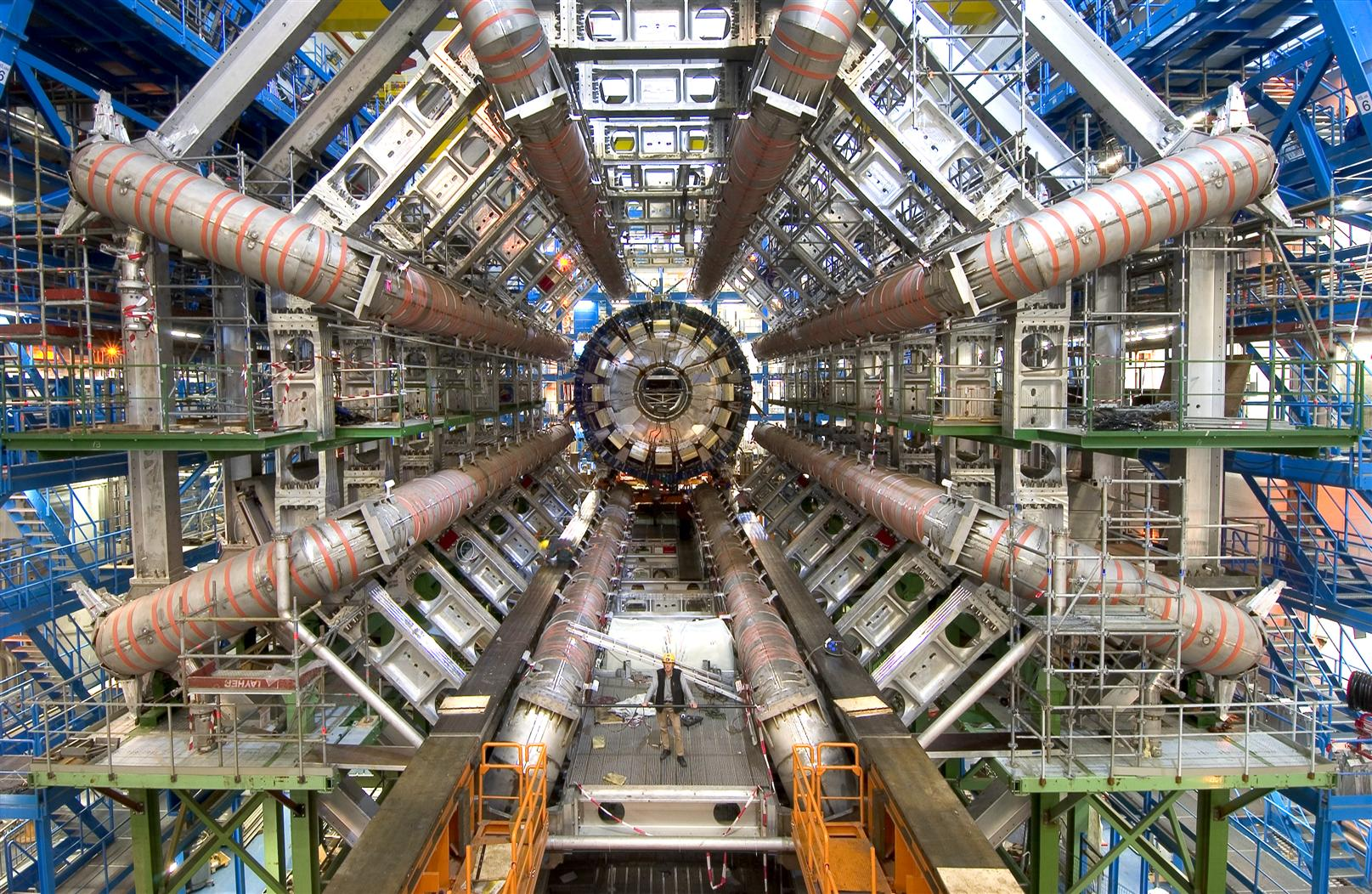
Esperimento ATLAS

Per portare un esempio, si supponga di dover stabilire se una moneta è ben equilibrata. L'esperimento consiste nel lanciare la moneta un certo numero di volte e controllare le uscite della faccia contrassegnata con testa. La questione che si pone è quella del numero dei lanci da effettuare per verificare il bilanciamento della moneta. Si tratta quindi di pianificare l'esperimento, ovvero decidere con quali modalità dovrà essere eseguito. Il numero dei lanci sarà scelto in modo che le conclusioni tratte siano attendibili. Per definire in modo più specifico la questione, si può esprimere il bilanciamento tramite un'ipotesi (detta ipotesi nulla), ovvero:
Ho : p=0.5 dove p è la probabilità di ottenere testa in un lancio.
A questo punto è chiaro che si dovrà anche stabilire quale differenza rispetto a p=0.5 si è interessati a evidenziare. Un conto è stabilire la numerosità campionaria per evidenziare una differenza tra p=0.5 e p=0.51, un altro per stabilire la numerosità per evidenziare una differenza tra p=0.5 e p=0.8. Tale decisione rientra nelle aspettative del ricercatore. Si supponga che, a suo giudizio, un eventuale sbilanciamento della moneta sia a favore di testa, quindi p>0.5. Se per un qualunque valore di p compreso tra 0.50 e 0.55 la moneta può essere considerata praticamente bilanciata, la differenza da evidenziare è tra 0.50 e 0.55. Si perviene al seguente sistema di ipotesi:
Ho : p=0.50
H1 : p=0.55
Come noto, nel verificare tale sistema si incorrono in due tipi di errore: errore di tipo 1 (detto pure errore di prima specie, che crea falsi positivi), ovvero dichiarare sbilanciata una moneta che non lo è; errore di tipo 2 (detto pure errore di seconda specie, che crea falsi negativi), dichiarare bilanciata una moneta che non lo è. Le probabilità di commettere tali errori sono in relazione con la numerosità del campione. Supponendo che il numero delle teste segua una variabile X binomiale, si può determinare la probabilità dell'errore di tipo 1 α e quella di tipo 2 β in funzione di n. Supponendo di voler fissare una probabilità α sotto 0.10 si può dimostrare che con 500 lanci si ottiene α =0.09 e β=0.17, accettando Ho se X ≤ 264. Pianificando un numero di 500 lanci si hanno quindi buone probabilità di arrivare a conclusioni corrette. Nel caso in cui si fosse stati più tolleranti in fatto di bilanciamento, ovvero se si fosse accettata per bilanciata una moneta con p compreso tra 0.5 e 0.8, già con 20 lanci si sarebbe ottenuto α =0.06 e β=0.09.

## Esperimenti notevoli
- Esperimento del piano inclinato
- Esperimento di Cavendish

Esperimento di Young

- Esperimento del Pendolo di Foucault
- Esperimento del prisma di luce
- Esperimento di Ørsted
- Esperimento di Faraday
- Esperimento di Ampère
- Esperimento di Young
- Esperimento di Rutherford
- Esperimento di Lenard
- Esperimento della doppia fenditura
- Esperimento di Michelson-Morley
- Esperimenti sulle disuguaglianze di Bell
- Esperimento CLOUD
- Esperimento di Anfinsen
- Esperimento di Davisson e Germer
- Esperimento di scelta ritardata di Wheeler
- Esperimento di Fizeau
- Esperimento dello Schiehallion
- Esperimento di Millikan
- Esperimento di Hershey-Chase
- Esperimento della bambola Bobo
- Esperimento di Filadelfia
- Esperimento di Miller-Urey
- Esperimento di Stern-Gerlach
- Esperimento di Melde
- Esperimento di Milgram
- Esperimento di Meselson-Stahl
- Esperimento di Griffith
- Esperimento di Luria-Delbrück